# يوج تسوكودا
يوج تسوكودا (باليابانية: 塚田 雄二) (مواليد 28 ديسمبر 1957)، هو لاعب كرة قدم ياباني سابق كان يلعب كلاعب وسط.

## وصلات خارجية
- J.League Data Site (باليابانية)